# Янко Типсаревич
Янко Типсаревич (на сръбски: Јанко Типсаревић) е сръбски тенисист. Най-големият му успех е титлата от Откритото първенство на Австралия за юноши през 2001 г. Негов треньор е Алберто Кастелани.

## Биография
Янко Типсаревич е роден на 22 юни 1984 г. в Белград, Сърбия.

## Кариера

### Успехи като юноша
На 8 януари 2001 Янко Типсаревич се изкачва на първо място в световната ранглиста за юноши. Няколко дни преди това достига четвърто място в класацията на двойки. Освен победата си на Откритото първенство на Австралия, той има титли от още седем турнири за юноши (от общо 11 участия на финал), като за периода 18 декември 2000 – 28 януари 2001 печели пет поредни турнира. На двойки има четири титли от осем участия на финал.

### 2002 –
Типсаревич все още няма титла от турнир от висока категория. За сметка на това има общо 15 титли (12 на сингъл и 3 на двойки) от по-нискоразрядни турнири.
Поднася една от изненадите на Ролан Гарос през 2007 г., отстранявайки Марат Сафин във втория кръг. На Уимбълдън стига до четвърти кръг, като преди това печели и трите си срещи в пет сета (победи над Флоран Сера и Фернандо Гонсалес). Така той става първият тенисист след Ян Кодеш през 1974 г., спечелил три последователни петсетови мача на този турнир.
В третия кръг на Откритото първенство на Австралия през 2008 година играе епичен, исторически мач, продължил почти 5 часа, с номер едно в света Роджър Федерер – 7:6(7), 6:7(7), 7:5, 1:6, 8:10. Това е първият мач от 2005 година насам, който Федерер печели в 5 сета.

## Любопитно
Типсаревич има няколко татуировки на гърба, ръцете и гърдите си. Има пиърсинг на дясната си вежда и под долната си устна. Често играе с очила марка Окли. Хобитата му са футбол, електрическа китара, каране на ролери и сноуборд. Баба му събира всякаква информация, свързана с него. Кучето му Дино има 30 000 последователи в Twitter.

## Кариерна статистика

### ATP финали (4 титли; 11 финала)
|        | П–З | Година | Турнир                | Клас      | Настилка   | Опонент               | Резултат                      |
| ------ | --- | ------ | --------------------- | --------- | ---------- | --------------------- | ----------------------------- |
| Загуба | 0–1 | 2009   | Купа на Кремъл        | 250 серии | Твърда (з) | Михаил Южни           | 7–6(7–5), 0–6, 4–6            |
| Загуба | 0–2 | 2010   | Росмален Чемпиъншипс  | 250 серии | Трева      | Сергий Стаховски      | 3–6, 0–6                      |
| Загуба | 0–3 | 2011   | Делрей Бийч Оупън     | 250 серии | Твърда     | Хуан Мартин дел Потро | 4–6, 4–6                      |
| Загуба | 0–4 | 2011   | Истборн Интернешънъл  | 250 серии | Трева      | Андреас Сепи          | 6–7(5–7), 6–3, 3–5 отказва се |
| Победа | 1–4 | 2011   | Малайзия Оупън        | 250 серии | Твърда (з) | Маркос Багдатис       | 6–4, 7–5                      |
| Победа | 2–4 | 2011   | Купа на Кремъл        | 250 серии | Твърда (з) | Виктор Троицки        | 6–4, 6–2                      |
| Загуба | 2–5 | 2011   | Санкт Петербург Оупън | 250 серии | Твърда (з) | Марин Чилич           | 3–6, 6–3, 2–6                 |
| Загуба | 2–6 | 2012   | Ченай Оупън           | 250 серии | Твърда     | Милош Раонич          | 7–6(7–4), 6–7(4–7), 6–7(4–7)  |
| Победа | 3–6 | 2012   | Щутгарт Оупън         | 250 серии | Клей       | Хуан Монако           | 6–4, 5–7, 6–3                 |
| Загуба | 3–7 | 2012   | Суис Оупън            | 250 серии | Клей       | Томас Белучи          | 7–6(8–6), 4–6, 2–6            |
| Победа | 4–7 | 2013   | Ченай Оупън           | 250 серии | Твърда     | Роберто Баутиста Агут | 3–6, 6–1, 6–3                 |